# Khairunnisa Ash’ari

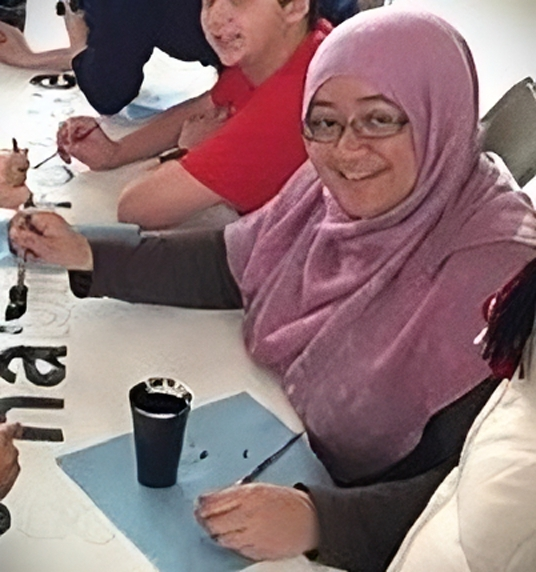
Khairunnisa Ash’ari beim U.S. Embassy Brunei Leadership Program.

Khairunnisa binti Awang Hj Ash’ari (geb. 1987, Brunei) ist eine Aktivistin und Politikerin in Brunei. Sie engagiert sich vor allem für den Umweltschutz und für Frauenrechte. Sie wurde 2017 in den Legislativrat (Majlis Mesyuarat Negara) berufen. 2015 war sie die erste Bruneierin die den Queen’s Young Leaders Award erhielt.

## Leben

### Jugend und Ausbildung
Ash’ari wurde 1987 in Brunei geboren.
Sie graduierte 2011 an der Universiti Brunei Darussalam. Später studierte sie am King’s College London mit einem Chevening Scholarship und graduierte 2016 mit einem Master in Environment, Politics, and Globalization.

### Karriere
Ash’ari begann 2011 damit, sich öffentlich zu engagieren. 2012 war sie Mitbegründerin von Green Brunei, einer Umweltgruppe für Jugendliche. Später wurde sie Direktorin der Umweltinitiative, Green Xchange. Außerdem war Ash’ari Mitglied des Brunei Youth Council und im Leitungsteam des ASEAN Young Professionals Volunteer Corps.
Ash’ari gewann den Youth Service Award 2013 des Sultans von Brunei und den ASEAN Youth Day Award 2014. 2015 erhielt sie als erste Bruneierin den Queen’s Young Leaders Award.
2017 wurde sie in den Legislativrat berufen, wo sie einen functional seat einnahm, welcher für Personen reserviert ist, welche sich in ihrer Karriere ausgezeichnet haben. Zu der Zeit war sie das jüngste Mitglied des Legislativrats. Im Rat hat sich Ash’ari für die Frauenrechte in Brunei eingesetzt. Sie kämpfte für besseren Schutz gegen Sexuelle Belästigung und setzte sich dafür ein, dass Frauen wählbar sein sollten village heads (Ortsvorsteherinnen) zu werden.